# Jonnie Irwin
Jonathan James Irwin (Rugby, 18 novembre 1973 – Newcastle upon Tyne, 2 febbraio 2024) è stato un conduttore televisivo, scrittore e dirigente d'azienda britannico.

## Biografia

### Primi anni
Jonnie Irwin nacque a Rugby il 18 novembre 1973, figlio di Avie (nata Orr) e di James Irwin, un agente immobiliare di origine irlandese e crebbe in una piccola fattoria nel villaggio di Bitteswell, nel Leicestershire. Studiò alla Grammar School di Lutterworth e al Community College. Conseguì una laurea presso la Birmingham City University in gestione immobiliare. 
Appassionato sportivo, giocò a rugby prima per il Lutterworth RFC e poi per il Rugby Lions RFC, dovendo poi smettere per un incidente in cui si ruppe la schiena.

### Carriera
Irwin lavorò per gli specialisti di trasferimento d'impresa Christie & Co, diventando direttore associato in tre anni, prima di essere assunto presso Colliers International.
Nel 2004 Irwin fu selezionato, tra centinaia di candidati, insieme alla co-presentatrice Jasmine Harman, per animare lo spettacolo di Channel 4 A Place in the Sun - Home or Away, e filmò oltre 200 episodi in tutta la Gran Bretagna. Il programma venne trasmesso quotidianamente anche su More4, Discovery Real Time e Discovery Travel & Living, oltre a canali in tutta Europa e nel resto del mondo, tra cui Nuova Zelanda, Australia e Sudafrica. 
Irwin presentò anche gli episodi delle trasmissioni della BBC Escape to the Country e To Buy or Not to Buy. Condusse poi lo spin-off di Escape to the Country, Escape to the Perfect Town.
Nel gennaio 2011, Sky 1 trasmise lo spettacolo di Irwin chiamato Dream Lives for Sale, che lo vide aiutare le persone a lasciarsi alle spalle le loro vite nel Regno Unito e ad aprire un'attività. Alla fine del 2011 iniziò una nuova serie, The Renovation Game, andata in onda nelle mattine settimanali su Channel 4.
Negli ultimi dieci anni, Irwin fornì consulenza ai clienti in materia di affari e proprietà, da piccoli negozi di articoli da regalo a pacchetti di hotel aziendali multimilionari. Si occupò ancora di consulenza aziendale e immobiliare.
Irwin scrisse regolarmente una rubrica per la rivista A Place in the Sun. Apparve su A Place in the Sun Live, presentando i suoi consigli per l'acquisto di proprietà all'estero. Inoltre ospitò regolarmente seminari ed eventi aziendali.

### Malattia e morte
Il 13 novembre 2022, Irwin rivelò di avere un carcinoma polmonare, diagnosticatogli nel 2020. Egli accusò i produttori di A Place in the Sun di averlo licenziato come presentatore dopo 18 anni, a causa della diagnosi di cancro. Morì a Newcastle upon Tyne il 2 febbraio 2024 all'età di 50 anni.

## Vita privata
Irwin fu sposato dal settembre 2016 con Jessica Holmes, da cui ebbe tre figli.